# 哥來頓 (新南威爾斯州)
哥來頓，又譯克羅伊登，是澳洲新南威爾斯州雪梨內西區的一個市區，位於雪梨商業中心區以西9（5.6英里）處。

## 教育
- 哥來頓公立學校（英语：Croydon Public School）
- 巴活女子中學（英语：Burwood Girls High School）
- 諸聖嬰孩天主教小學
- 長老會女書院（英语：Presbyterian Ladies' College, Sydney）

## 教堂
- 俄羅斯正教俄羅斯諸聖堂
- 諸聖嬰孩天主堂
- 馬雲山聯合教會
- 聖基道天主堂
- 敘利亞正教聖嘉柏堂
- 聖若瑟馬龍派天主堂
- 聖公會哥來頓聖雅各堂 （页面存档备份，存于）

## 圖集

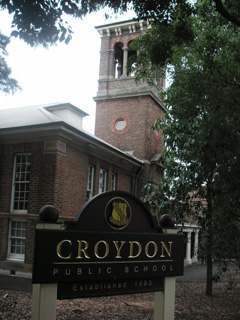
哥來頓公立學校（英语：Croydon Public School）
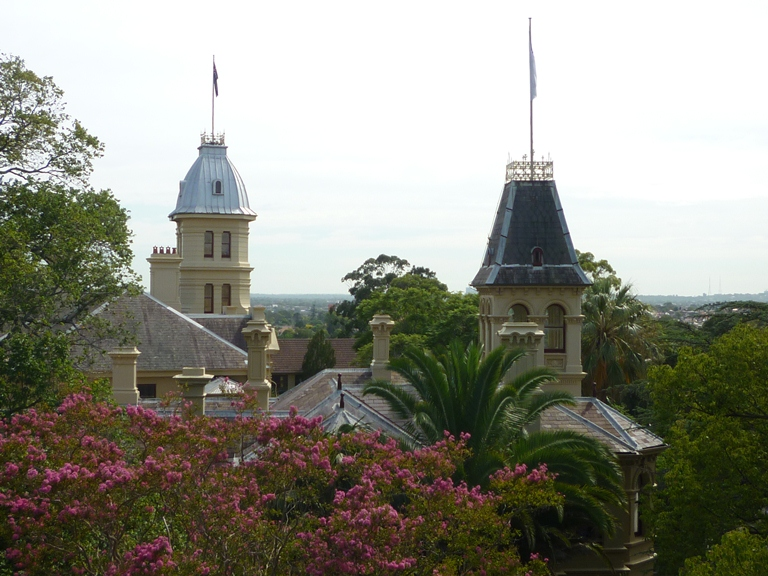
長老會女書院（英语：Presbyterian Ladies' College, Sydney）
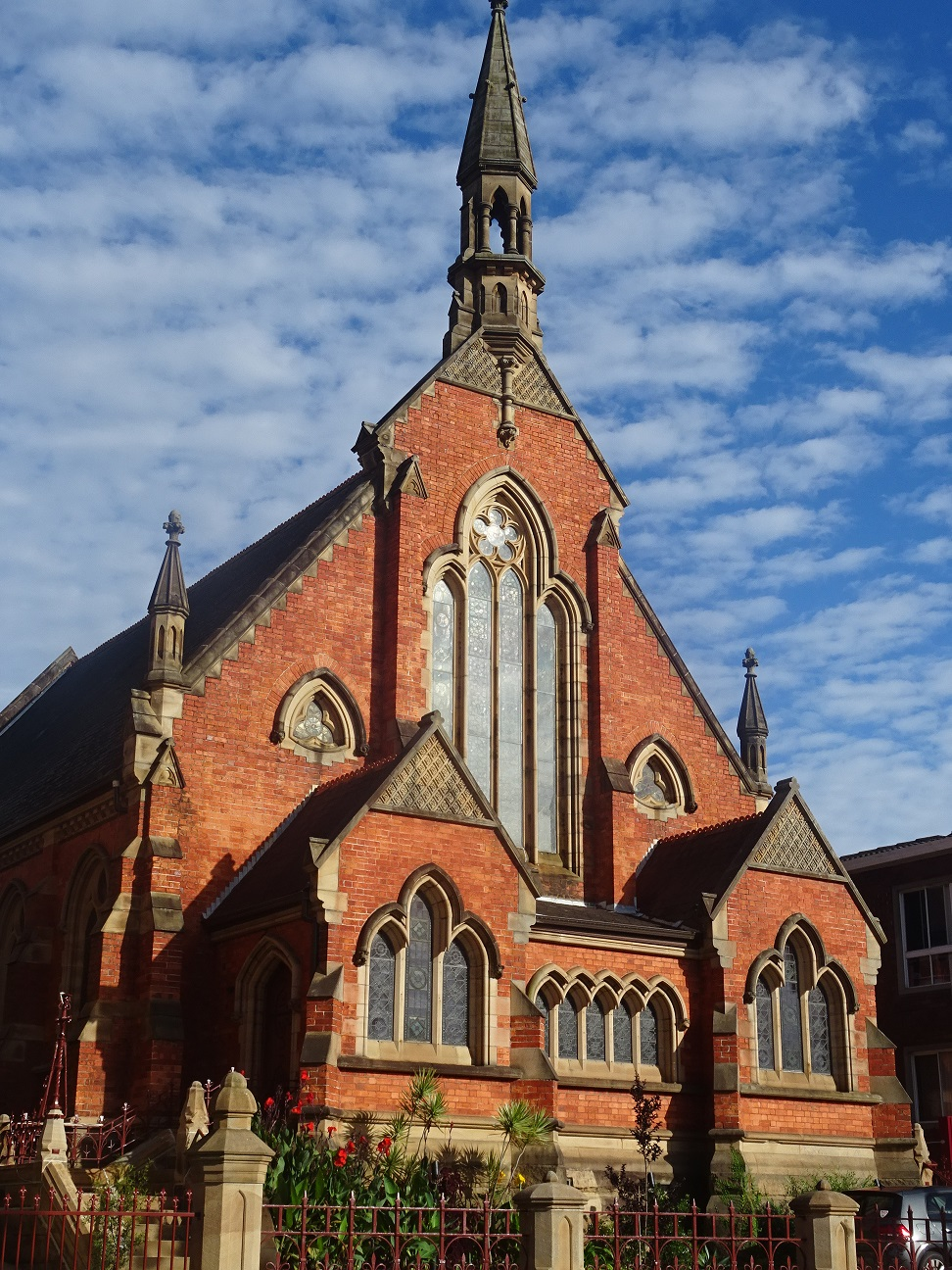
聖基道天主堂
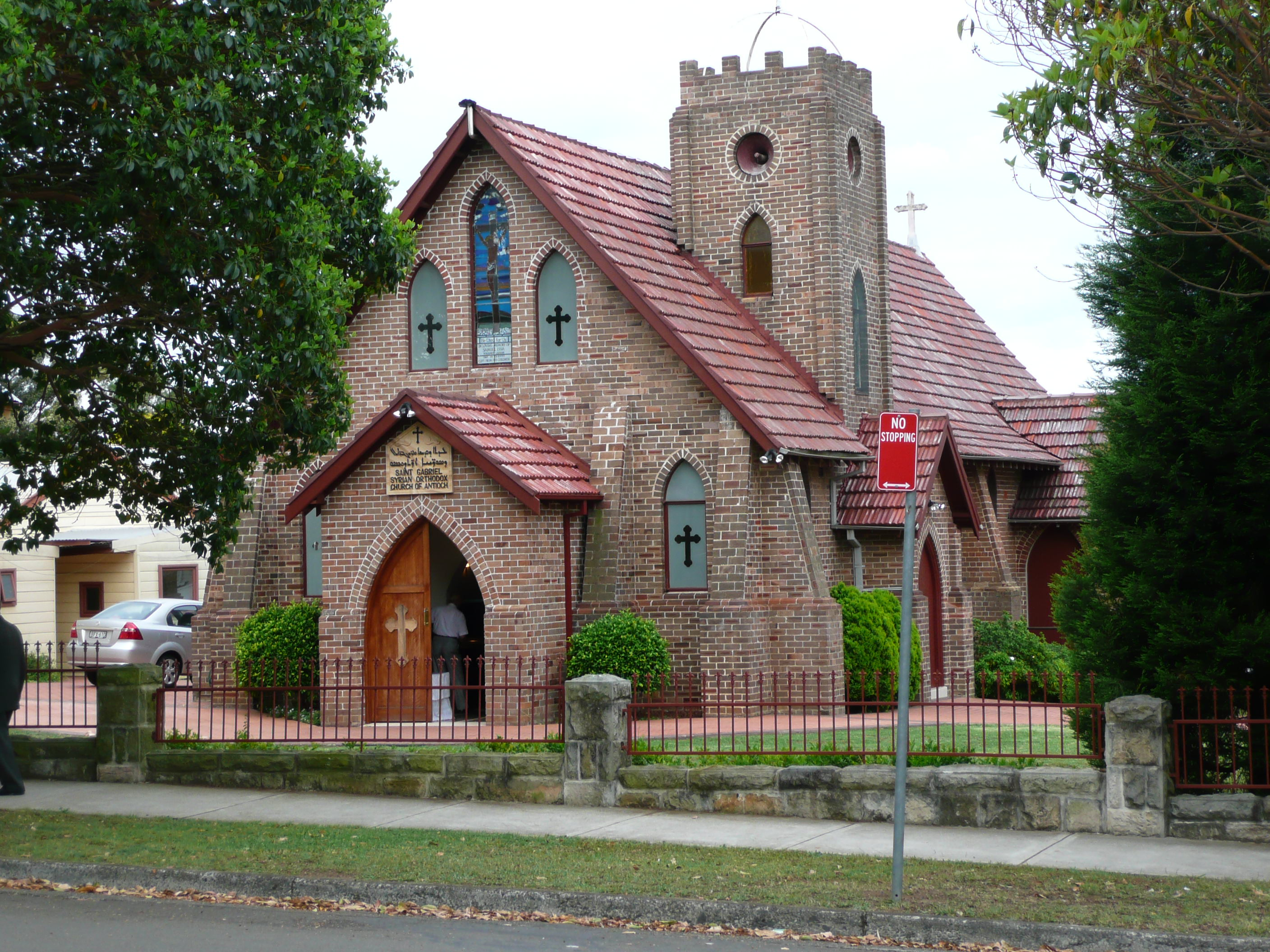
敘利亞正教聖嘉柏堂

## 外部連結
- Croydon Public School website （页面存档备份，存于）
- Presbyterian Ladies' College, Sydney website （页面存档备份，存于）
- Burwood Girls' High School website （页面存档备份，存于）
- John Johnson. . Dictionary of Sydney. 2008  [26 September 2015]. （原始内容存档于2024-03-03）. [CC-By-SA]
- John Johnson. . Dictionary of Sydney. 2008  [28 September 2015]. （原始内容存档于2023-03-25）. [CC-By-SA]

33°52′45″S 151°06′56″E / 33.87904°S 151.11553°E